# 117
117 (CXVII) var ett normalår som började en torsdag i den julianska kalendern.

Det Romerska riket når sin största utbredning 117 e.Kr.

## Händelser

### Augusti
- 9 augusti – Kejsar Trajanus dör och lämnar det Romerska riket, vid sin maximala utbredning, till Hadrianus, som tar över som kejsare.

### Okänt datum
- Trajanus underkuvar ett judiskt uppror, men blir sedan allvarligt sjuk och överlämnar befälet i öster till Hadrianus. På sin dödsbädd adopterar Trajanus Hadrianus och utser honom till sin efterträdare.
- Hadrianus är spanjor precis som Trajanus och är tillika en duglig officer, som har gjort en lysande karriär. Han är en mycket kultiverad man, som under sin tid som kejsare insätter en civil regering och ger upp sin företrädares erövringspolitik, för att konsolidera riket.
- Hadrianus återlämnar stora delar av Mesopotamien till parterna som en del av ett fredsavtal.
- Pantheon i Rom börjar byggas.
- Johannes I blir den sjunde biskopen av Jerusalem.
- Sedan Alexander I har avlidit väljs Sixtus I till påve (detta år eller 115, 116 eller 119).

## Avlidna
- 9 augusti – Trajanus, romersk kejsare sedan 98 (sjukdom)
- Publius Cornelius Tacitus, romersk historiker (död omkring detta år)